# Bianca Mayer

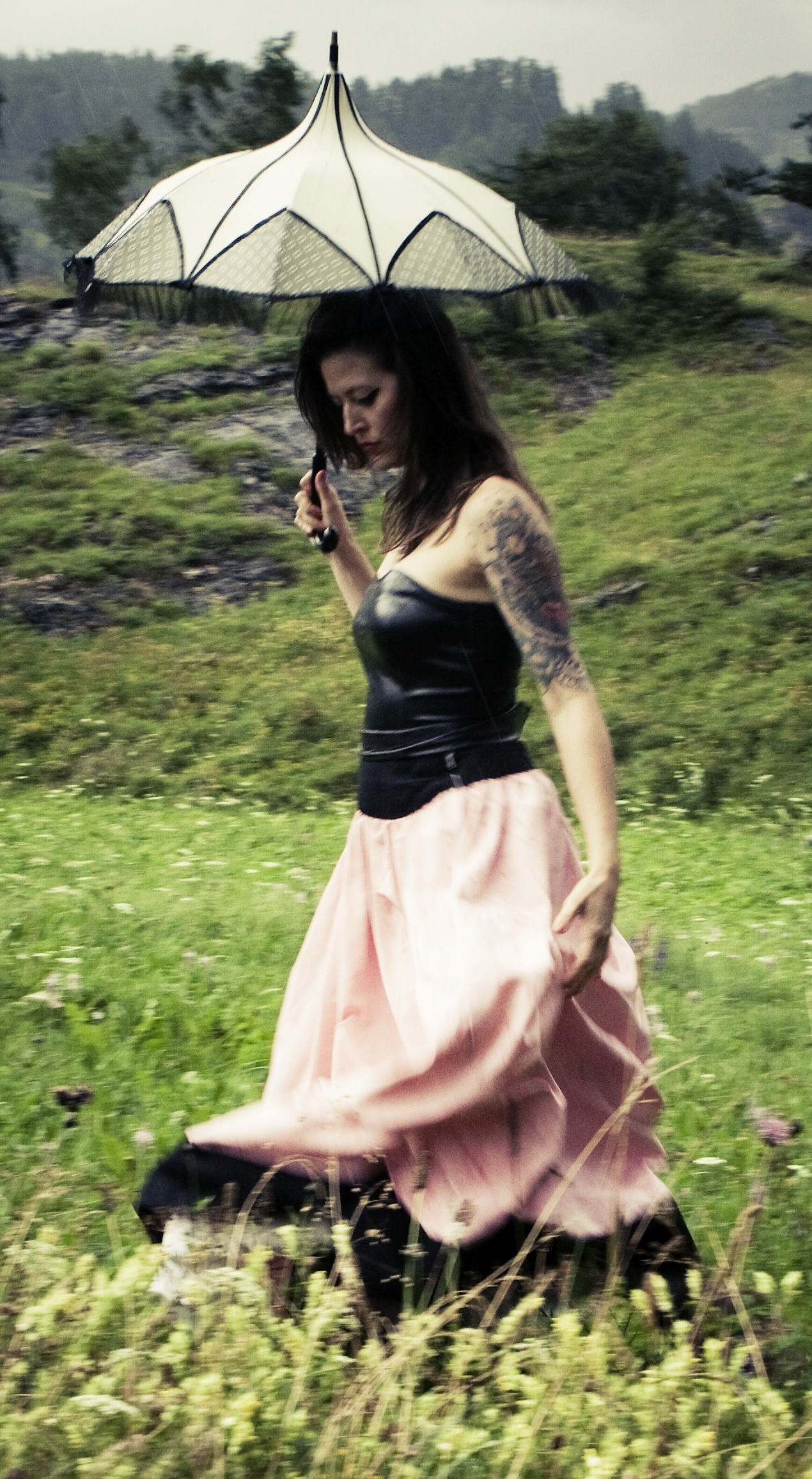
Bianca Mayer alias Bibi Vaplan, 2012.

Bibi Vaplan (Künstlername von Bianca Mayer) (* 17. Mai 1979 in Scuol) ist eine Schweizer rätoromanische Musikerin und Sängerin.

## Leben
Bianca Mayer wuchs im Engadin auf.
Ihr Klavierstudium an der Musikhochschule Zürich (ZHdK) schloss sie 2005 mit dem Lehrdiplom ab.
Bereits während des Studiums komponierte sie für Filme und Theater (u. a. für Vitus), gegen Ende der Ausbildung begann sie selbst zu unterrichten.
2009 gewann Mayer den Kulturförderpreis des Kanton Graubünden.
Von 2013 bis 2014 war sie Radiomoderatorin bei Radiotelevisiun Svizra Rumantscha (RTR).
Ihr erstes grösseres CD-Projekt war «Alba da la Clozza» (2009) mit bereicherte romanischer Musik. Folgealben waren "Ingio vasch" (dt. Wohin gehst du?) und "Eu vegn cun tai" (dt. Ich komme mit dir) und "Sdruogliar" (dt. Erwachen).
Mit ihrem Duett mit Carlos Leal «Vaplan», aber auch mit Solo-Stücken wie "Lascha a Mai" hat Bibi Vaplan regelmässiges Airplay auf Radio SRF 3 erreicht.
Bibi Vaplan ist 2025 mit der Popcorn-Opera unterwegs.

## Musik

### Film- und Theatermusik
Seit 2003 schreibt Bianca Mayer Kompositionen für Theaterstücke und Filme, zehn Projekte waren es von 2004 bis 2008. Sie war Kompositionsassistentin unter anderem für die Soundtracks der Filme Vitus (Fredi Murer, 2005), I was a Swiss Banker (Thomas Imbach, 2007) und Happy New Year (Christoph Schaub, 2008).

### Alba da la Clozza
Nach dem Studium war Bianca Mayer bis 2009 in der Rockband Alba da la Clozza als Sängerin und Gitarristin aktiv.

### Bibi Vaplan
Seit 2010 entwickelte Bianca Mayer einen ruhigeren und besinnlicheren Musikstil. Bibi, va plan! bedeutet in ihrem romanischen Idiom Vallader Bianca, geh langsam! und soll Programm sein. Als Bibi Vaplan schreibt sie die Texte und die Musik, singt und spielt Klavier sowie Cembalo. Das Album Sdruogiar (dt. Erwachen) von 2012 entstand in Zusammenarbeit mit der Kammerphilharmonie Graubünden.
Die Liedtexte von Bianca Mayer sind stets auf Vallader. Über das persönliche Motiv, Musik zu machen, sagt die Liedermacherin:

„La musica am güda da mütschir, d'incleger, sentir o da chattar darcheu il fuond suot ils peis cur ch'eu am perd aint in alch. Sch'eu füss cuntaintischma, nu stessa far musica, lura gessi a baiver ün caffe cun meis amis.“

„Die Musik hilft mir auszubrechen, zu verstehen, zu fühlen oder den Boden unter den Füssen wieder zu finden, wenn ich mich in irgendetwas verliere. Wäre ich komplett zufrieden, dann müsste ich nicht Musik machen, eher ginge ich dann mit Freunden einen Kaffee trinken.“

## Diskografie
- Üna jada intuorn als Alba da la Clozza, 2009.
- Ingio vasch? als Bibi Vaplan, 2011.
- Eu vegn cun tai als Bibi Vaplan, 2011.
- Sdruogliar als Bibi Vaplan, 2012.
- Cul vent als Bibi Vaplan, 2015.

## Preise
- 2009: Förderpreis des Kantons Graubünden.[2]
- 2014: Werkbeitrag des Kantons Graubünden.
- 2015: Werkbeitrag des Kantons Graubünden.